# 阿南德普尔萨希布
阿南德普尔萨希布（Anandpur Sahib），是印度旁遮普邦Rupnagar县的一个城镇。总人口13886（2001年）。

## 人口
该地2001年总人口13886人，其中男性7422人，女性6464人；0—6岁人口1747人，其中男935人，女812人；识字率72.73%，其中男性为76.76%，女性为68.10%。